# Elecciones generales de Nicaragua de 2021
Las elecciones generales de Nicaragua de 2021 se realizaron el domingo 7 de noviembre de 2021. Para elegir al presidente, la Asamblea Nacional y los miembros del Parlamento Centroamericano.
El presidente Daniel Ortega, del Frente Sandinista de Liberación Nacional, buscó la reelección, mientras que cinco candidatos de la oposición aparecieron en la boleta. A principios de junio, la policía arrestó a otros cinco posibles candidatos de la oposición: Cristiana Chamorro Barrios, Arturo Cruz Jr., Félix Maradiaga, Juan Sebastián Chamorro y Miguel Mora. En julio, Medardo Mairena y Noel Vidaurre fueron detenidos, mientras que Luis Fley y María Asunción Moreno se exiliaron debido a amenazas de detención. Los críticos afirmaron que estos arrestos tenían la intención de evitar que los candidatos de la oposición se postularan contra Ortega.
Las elecciones fueron calificadas como una farsa por la Unión Europea, la Organización de los Estados Americanos, Estados Unidos y la Comunidad de Estados Latinoamericanos y Caribeños, algunos observadores electorales independientes y grupos de derechos humanos, debido a la intimidación, detención e inhabilitación de periodistas y políticos de la oposición, ya que a su juicio estas acciones aseguraron la victoria de Ortega y sus aliados.

## Sistema electoral
En estas elecciones se renovaron los titulares de los cargos de elección popular de Nicaragua según lo establecido por el calendario electoral y la ley electoral vigente, estos son:

### Elecciones presidenciales
- Elección del Presidente de Nicaragua: jefe de Estado, electo para un periodo de cinco años, con posibilidad de ser reelecto de forma indefinida, y del vicepresidente.

### Elecciones al Parlamento Centroamericano
- Elección de 20 diputados nacionales al Parlamento Centroamericano.

### Elección de la Asamblea Nacional
El pueblo nicaragüense elegirá a 92 diputados en total, los cuales le representarán en la Asamblea Nacional y el Parlamento Centroamericano y la cual está compuesta de la siguiente manera:
- 92 diputados en total distribuidos de la siguiente forma:[14]
  - 70 diputados departamentales a la Asamblea Nacional de Nicaragua.
  - 20 diputados nacionales a la Asamblea Nacional de Nicaragua.
  - 1 diputado en el escaño que se encuentra reservado exclusivamente sólo para el Presidente de Nicaragua saliente. No es un cargo de elección directa.
  - 1 diputado en el escaño que se encuentra reservado exclusivamente sólo para el candidato presidencial perdedor que haya salido en segundo lugar en las elecciones.

#### Distribución de los diputados por Departamentos[15]
| Departamentos de Nicaragua según su cantidad de Diputados | Departamentos de Nicaragua según su cantidad de Diputados | Departamentos de Nicaragua según su cantidad de Diputados | Departamentos de Nicaragua según su cantidad de Diputados |
| Puesto                                                    | Departamento                                              | Cantidad de Diputados a Elegir                            |                                                           |
| --------------------------------------------------------- | --------------------------------------------------------- | --------------------------------------------------------- | --------------------------------------------------------- |
| 1.º                                                       | Managua                                                   | 19 diputados                                              |                                                           |
| 2.º                                                       | Chinandega                                                | 6 diputados                                               |                                                           |
| 3.º                                                       | León                                                      | 6 diputados                                               |                                                           |
| 4.º                                                       | Matagalpa                                                 | 6 diputados                                               |                                                           |
| 5.º                                                       | Masaya                                                    | 4 diputados                                               |                                                           |
| 6.º                                                       | Carazo                                                    | 3 diputados                                               |                                                           |
| 7.º                                                       | Chontales                                                 | 3 diputados                                               |                                                           |
| 8.º                                                       | Costa Caribe Norte                                        | 3 diputados                                               |                                                           |
| 9.º                                                       | Estelí                                                    | 3 diputados                                               |                                                           |
| 10.º                                                      | Granada                                                   | 3 diputados                                               |                                                           |
| 11.º                                                      | Jinotega                                                  | 3 diputados                                               |                                                           |
| 12.º                                                      | Boaco                                                     | 2 diputados                                               |                                                           |
| 13.º                                                      | Costa Caribe Sur                                          | 2 diputados                                               |                                                           |
| 14.º                                                      | Madriz                                                    | 2 diputados                                               |                                                           |
| 15.º                                                      | Nueva Segovia                                             | 2 diputados                                               |                                                           |
| 16.º                                                      | Rivas                                                     | 2 diputados                                               |                                                           |
| 17.º                                                      | Río San Juan                                              | 1 diputado                                                |                                                           |
| Total                                                     | Nicaragua                                                 | 70 diputados                                              |                                                           |
| Fuente: Consejo Supremo Electoral de Nicaragua (CSE)      |                                                           |                                                           |                                                           |

Se organizaron 3.106 Centros de Votación y 13.459 Juntas Receptoras de Voto y las urnas estuvieron abiertas desde las 7:00 horas hasta las 18:00 horas, siempre que no hubiera electores esperando a ejercer su derecho. De una población de 6.610.226 habitantes tenían derecho a voto 4.478.334 personas.

## Antecedentes
Luego de las protestas realizadas en 2018 y posterior crisis política, que ha dejado cientos de muertos y exiliados, se realizarán las elecciones correspondientes en la fecha que indica la ley. Las elecciones generales (presidenciales y legislativas) se llevarán a cabo el primer domingo del mes de noviembre del año 2021 bajo un clima de alta tensión política en el país, con una sociedad dividida y politizada. La oposición al gobierno del presidente Ortega hicieron un llamado para realizar reformas electorales profundas y así respetar el acuerdo suscrito entre el Estado nicaragüense y la Organización de los Estados Americanos cuyo lapso vence en mayo como tiempo límite para realizar la reforma electoral. 
Entre las reformas electorales propuesta por la oposición está la renovación total de todos los cargos jerárquicos del Consejo Supremo Electoral, en estas elecciones el país centroamericano se juega la credibilidad del sistema democrático, así como también la estabilidad social y económica con tres años de recesión económica debido a la crisis sociopolítica.
El 8 de abril de 2021, el presidente de la Asamblea Nacional, Gustavo Porras, anunció la convocatoria de inscripción para la presentación de candidatas o candidatos para el cargo de magistrados del Consejo Supremo Electoral, también afirmó la creación de una comisión con carácter constitucional para abordar las reformas electorales y luego presentarlas ante el plenario. Al final, confirmando las sospechas de la oposición, no se produjeron cambios en el sistema electoral. En cambio, y para gran desazón de la población, el gobierno le dio poder a la Policía Nacional de Nicaragua para controlar quién se reúne o no. Además, el gobierno pretende prohibir la participación de candidatos de la oposición, en un evidente movimiento de intolerancia política.
Los recién elegidos magistrados del Consejo Supremo Electoral convocaron oficialmente a las elecciones generales tras la publicación en La Gaceta Diario Oficial dando inicio así a todo lo relacionado con la presentación de Alianzas de Partidos Políticos cuyo último día de inscripción es el día 12 de mayo de 2021. Tras la aprobación en el legislativo de las reformas electorales y juramentación de los nuevos magistrados.[cita requerida]

## Campaña
El 18 de mayo de 2021 el Consejo Supremo Electoral de Nicaragua le retiró la personería jurídica al Partido de Restauración Democrática por acusaciones de pastores evangélicos contra el partido político. También el Órgano Electoral retiró la personería jurídica al Partido Conservador por decir explícitamente que no participaría en las elecciones de noviembre lo que el Consejo Supremo Electoral reclama como una violación a la Ley Electoral vigente por parte de dicho partido.
La misma semana, el gobierno del presidente Daniel Ortega abrió una investigación sobre el trabajo de Cristiana Chamorro en la Fundación Violeta Barrios de Chamorro, amenazando descalificar su candidatura ya que los candidatos bajo investigación están inhabilitados de postularse. El día en el que Chamorro fue citada para ser interrogada, la policía también allanó las oficinas de Confidencial, el canal de televisión de su hermano Carlos Fernando Chamorro Barrios, confiscando equipo y arrestando a un camarógrafo. Chamorro anunció posteriormente que se uniría a las primarias, junto con otros candidatos, para el partido Ciudadanos por la Libertad, el único partido de oposición restante legalmente calificado para postular un candidato en las elecciones de noviembre. El gobierno del Presidente Daniel Ortega anunció posteriormente que estaba inhabilitada para postularse; El Secretario General de la Organización de Estados Americanos (OEA) , Luis Almagro, criticó el arresto y emitió un comunicado diciendo que "acciones como ésta restan toda credibilidad política al gobierno y a los organizadores del proceso electoral". El 2 de junio el gobierno allanó la casa de Chamorro y la detuvo 15 minutos antes de que planeara ofrecer una rueda de prensa. Almagro condenó el arresto.
El 5 de junio, el gobierno del Presidente Daniel Ortega arrestó a Arturo Cruz, acusado de violar la Ley 1055 aprobada en diciembre de 2020, conocida como la «Ley Guillotina» por los analistas y opositores. El 8 de junio fuerzas de seguridad arrestaron a Félix Maradiaga, líder del grupo opositor  Unidad Nacional Azul y Blanco (UNAB). Más tarde el mismo día el economista Juan Sebastián Chamorro, primo de Cristiana, siendo el cuarto precandidato en ser detenido. El 25 de julio, María Asunción Moreno, denunciando “persecución política” decide exiliarse del país. Posteriormente serían arrestados otros precandidatos, Miguel Mora,  Medardo Mairena y Noel Vidaurre en las siguientes semanas.

## Candidatos

### Candidatos Oficiales
El ala de oposición política más crítica contra el Presidente Daniel Ortega, ha tomado la estrategia de no participar en las elecciones y a la vez también hicieron un llamado a toda la población nicaragüense a no acudir a las urnas de votación el día 7 de noviembre, pues consideran que el presidente Daniel Ortega es ya el virtual ganador de los comicios que perdió toda legitimidad e inclusive sospechan también de un fraude electoral ya consumado como el denunciado en las elecciones de 1996 en las qué Arnoldo Alemán se alzó con la presidencia de la República.
Así mismo, aparte de calificar al gobierno del Presidente Daniel Ortega como una "dictadura de régimen autoritario", ciertos opositores han descalificado también la actitud de los demás partidos políticos tradicionales del país que pertenecen a la otra ala de la oposición política nicaragüense (que es menos crítica y menos radical contra Ortega), señalando a estos de ser "partidos zancudos" y acusando a todos los demás candidatos presidenciales que todavía siguen en carrera electoral de ser solamente colaboracionistas y afines al Presidente Daniel Ortega.
| Partido o coalición | Frente Sandinista de Liberación Nacional | Partido Liberal Constitucionalista | Camino Cristiano Nicaragüense | Alianza por la República | Partido Liberal Independiente | Alianza Liberal Nicaragüense |
| ------------------- | ---------------------------------------- | ---------------------------------- | ----------------------------- | ------------------------ | ----------------------------- | ---------------------------- |
| Partido o coalición | FSLN                                     | PLC                                | CCN                           | APRE                     | PLI                           | ALN                          |
| Partido o coalición | Candidatos                               |                                    |                               |                          |                               |                              |
| Presidente          | Daniel Ortega                            | Walter Espinoza                    | Guillermo Osorno              | Gerson Gutiérrez         | Mauricio Orué                 | Marcelo Montiel              |

### Precandidatos vetados
Previo al periodo electoral algunos precandidatos fueron arrestados, otros inhabilitados, otros se fueron al extranjero y otros se retiraron.

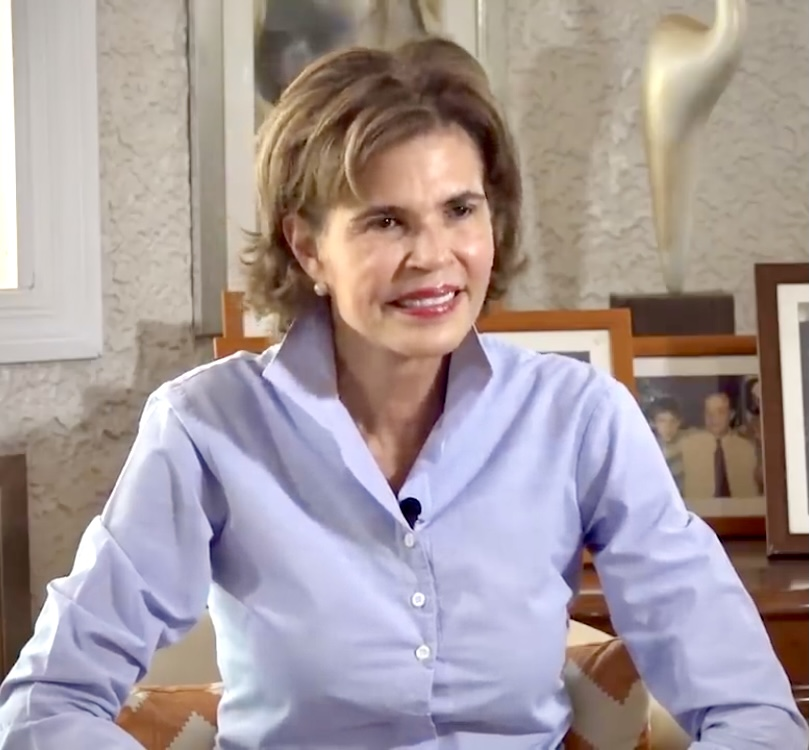
Cristiana Chamorro Barrios (arrestada)
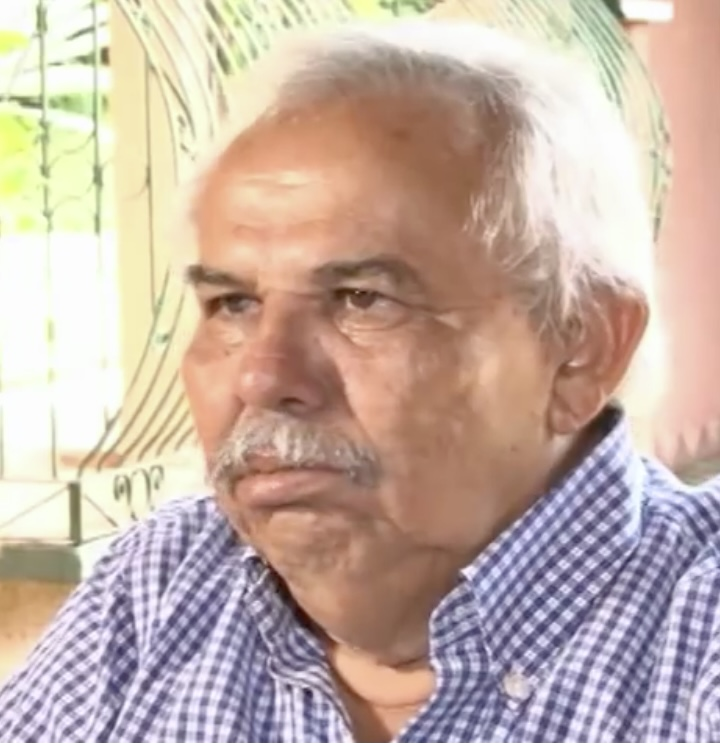
Milton Arcia (renunció)
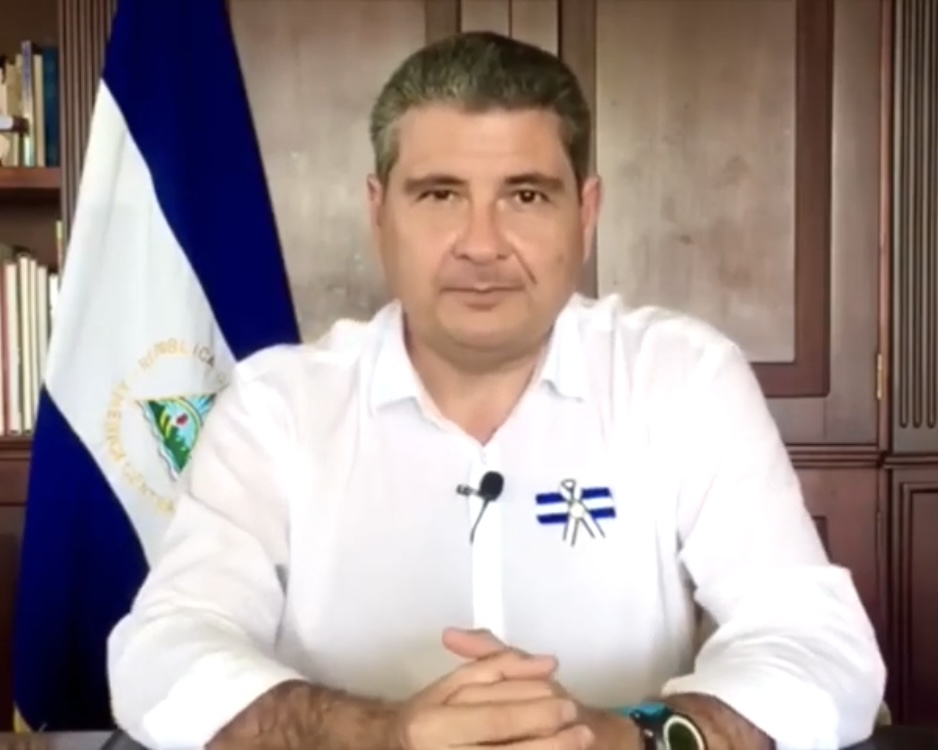
Juan Sebastián Chamorro (arrestado)
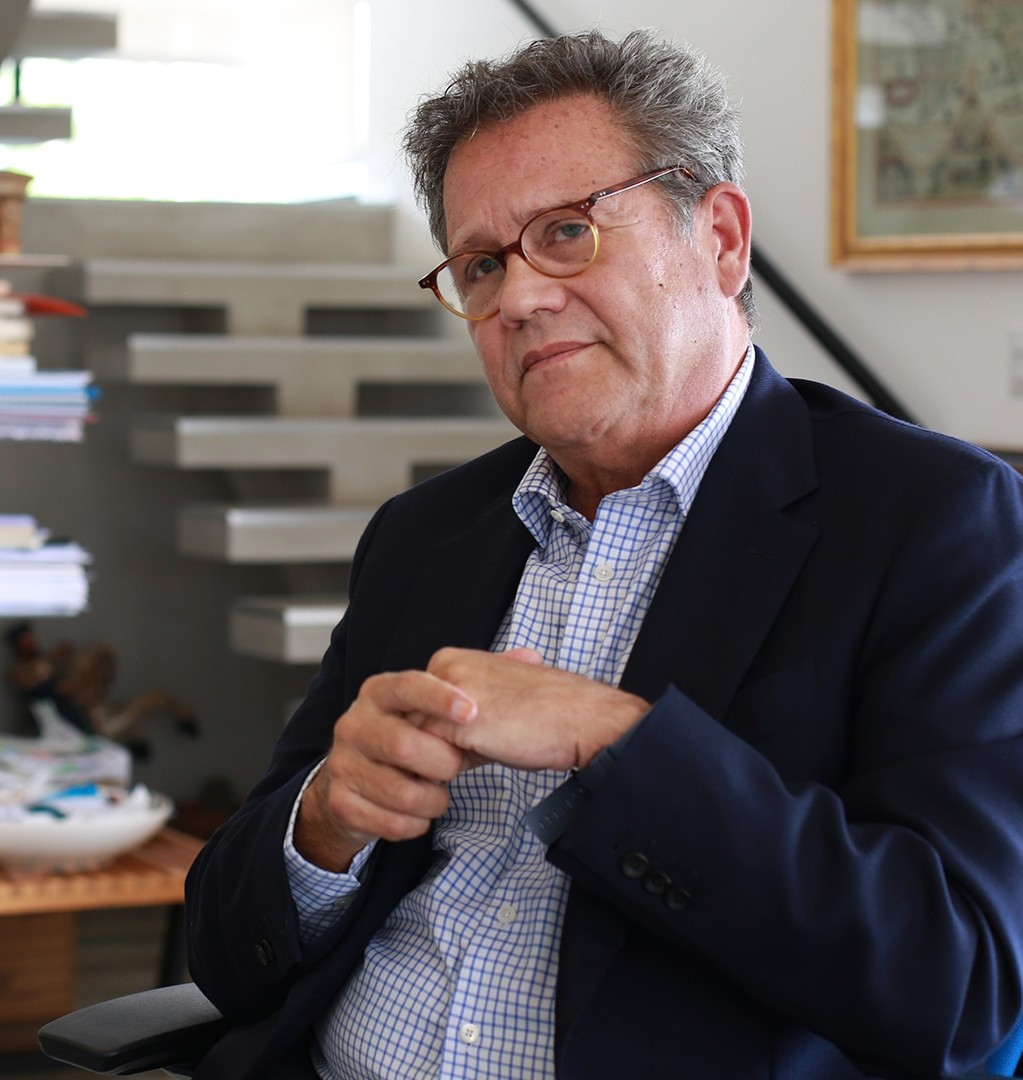
Arturo Cruz Sequeira (arrestado)
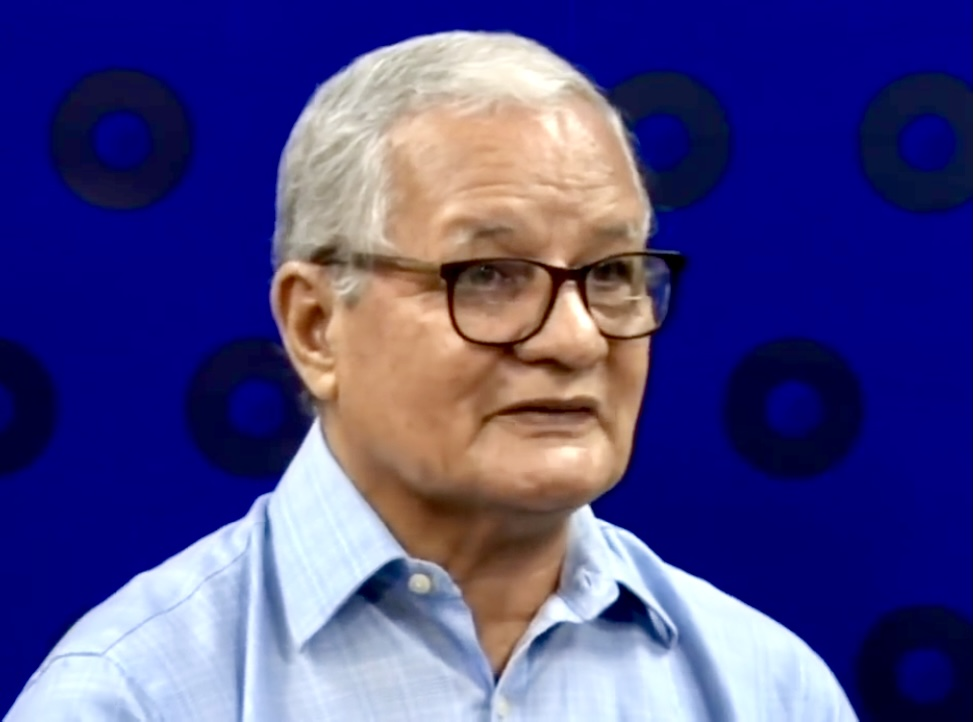
Luis Fley (exiliado)
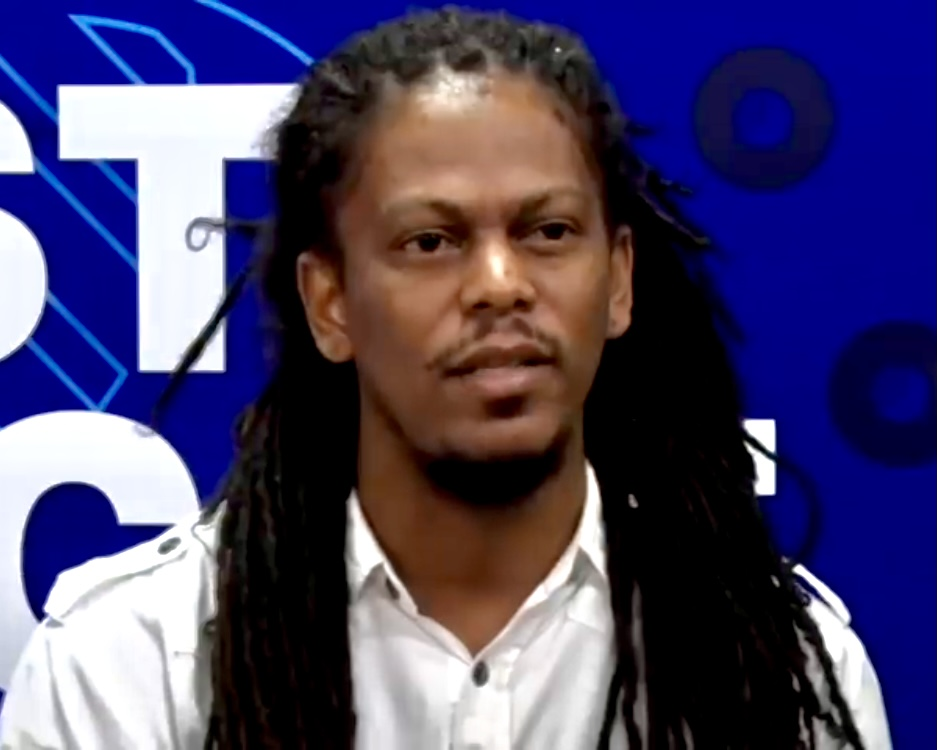
George Henriquez (registro imposibilitado)
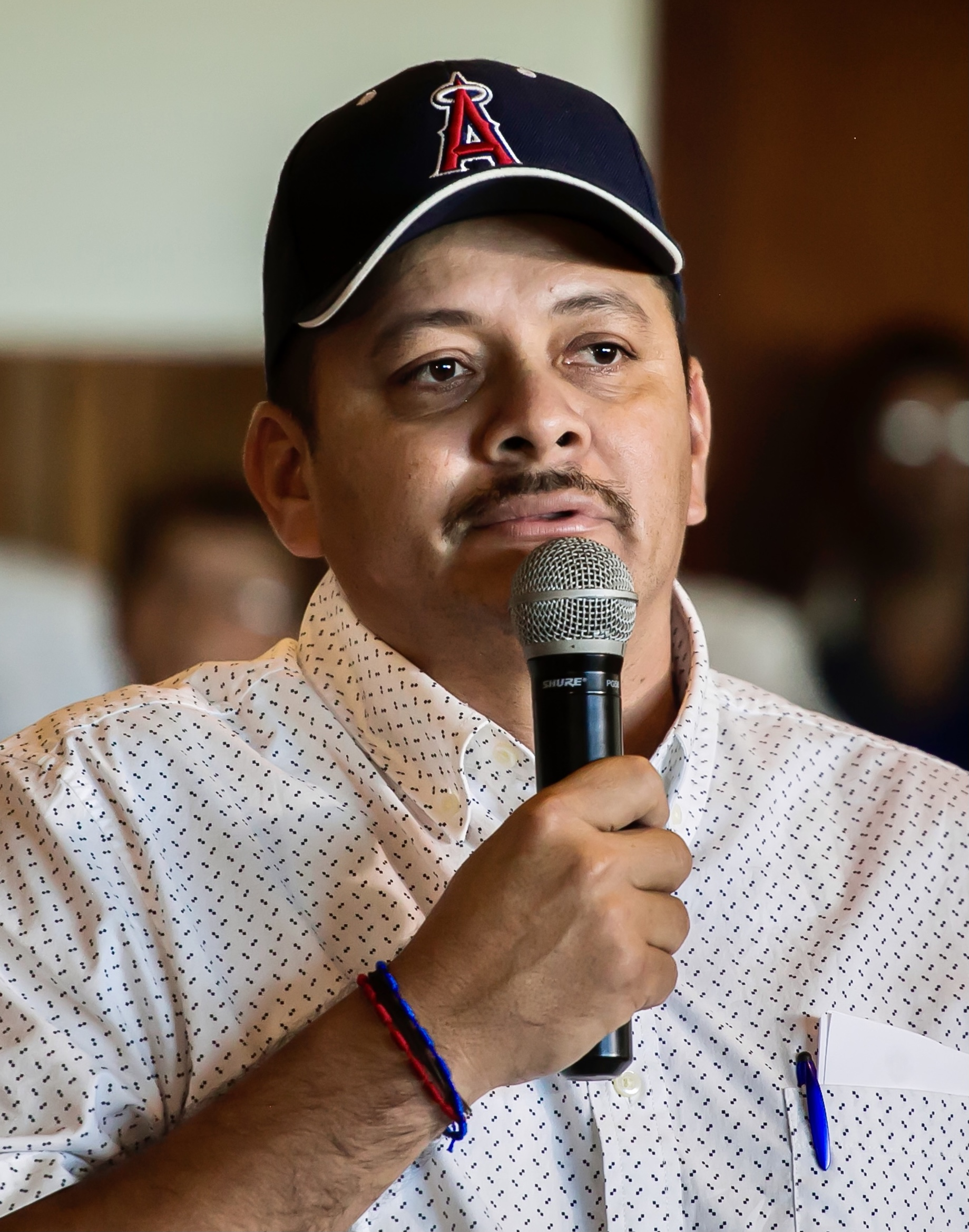
Medardo Mairena (arrestado)
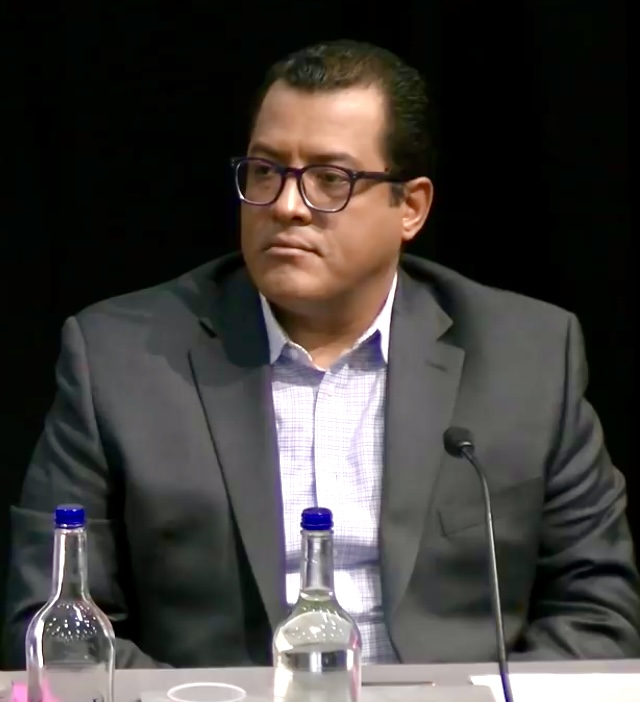
Félix Maradiaga (arrestado)
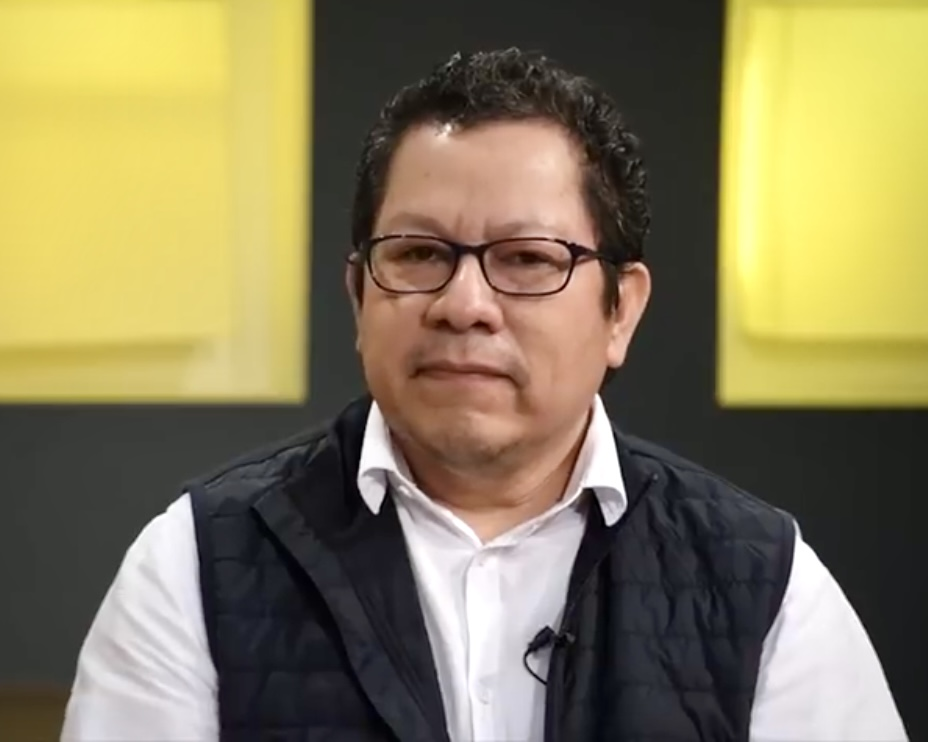
Miguel Mora (arrestado)
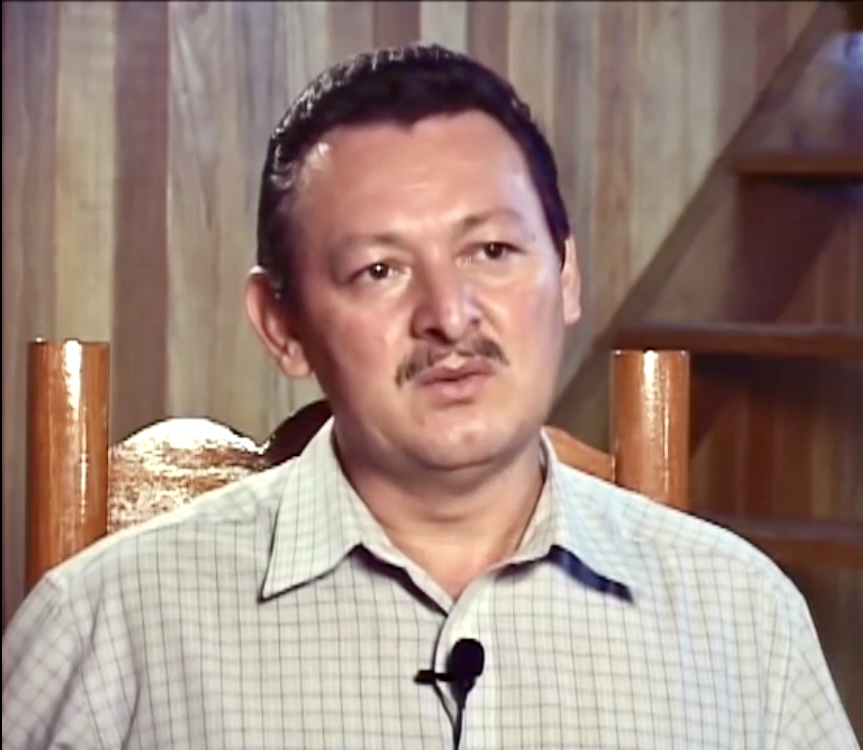
Óscar Sobalvarro (inhabilitado)
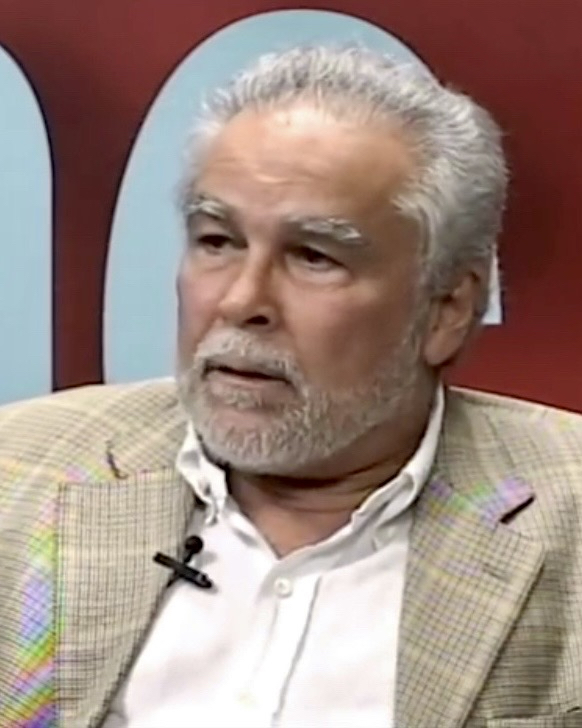
Noel Vidaurre (arrestado)

## Resultados

### Presidente
El domingo 7 de noviembre de 2021 se abrieron los colegios electorales a las 7:00 horas y se cerraron a las 18:00 horas. Había 3.106 Centros de Votación y 13.459 Juntas Receptoras de Voto. De una población de 6.610.226 habitantes tenían derecho a voto 4.478.334 personas de las cuales ejercieron su derecho 2.860.559 mientras que no acudieron a las urnas 1.617.775 personas lo que da un porcentaje de participación del 65,23 %, un 3% menor que en las elecciones de 2017, y una abstención del 34,77%. De los 2.860.559 votos emitidos, 2.704.705 fueron válidos y 155.854 nulos, información dada por el Consejo Supremo Electoral. Por parte de los líderes de las protestas  y la organización Urnas Abiertas manifestaron que la abstención había sido de un 81,5% que calculaban mediante un muestreo en 563 centros de votación (el 18% de los 3.106 existentes) en los que tomaron tres muestras separadas  dentro del horario de apertura de los centros concluyendo en una franja de abstención y haciendo la media entre sus límites sin embargos dicho organismos no mostró pruebas precisás .
Los resultados provisionales de las elecciones saldrán el 15 de noviembre, según el calendario oficial del Consejo Supremo Electoral publicado por la Asamblea Nacional de Nicaragua.
|  | 75.92 % |

|  | 14.15 % |

|  | 3.30 % |

|  | 3.15 % |

|  | 1.78 % |

|  | 1.70 % |

|  | 94.48 % |

|  | 5.53 % |

|  | 100.0 % |

|  | 65.23 % |

### Asamblea Nacional
El resultado a la Asamblea Nacional fue de:
- Frente Sandinista de Liberación Nacional (FSLN) obtuvo 75.
- Partido Liberal Constitucionalista (PLC) obtuvo 9.
- Alianza Liberal Nicaragüense (ALN) obtuvo 2.
- Alianza por la República (APRE) obtuvo 1.
- Partido Liberal Independiente (PLI) obtuvo 1.
- Camino Cristiano Nicaragüense (CCN)  obtuvo 1.
- YATAMA (“hijos de la madre tierra”, en lengua miskita) obtuvo 1.

Obtenidos de la siguiente distribución entre  diputados nacionales y diputados departamentales:
Diputados nacionales, 20 escaños.
- Frente Sandinista de Liberación Nacional (FSLN) obtuvo 15 escaños correspondientes a 2.039.717 votos.
- Partido Liberal Constitucionalista (PLC) obtuvo 2 escaños correspondientes a 259.789 votos.
- Alianza Liberal Nicaragüense (ALN) obtuvo 1 escaño correspondientes a 140.199 votos.
- Alianza por la República (APRE) obtuvo 1 escaño correspondientes a 127.997 votos.
- Partido Liberal Independiente (PLI) obtuvo 1 escaño correspondientes a 128.520 votos.
- Camino Cristiano Nicaragüense (CCN)  obtuvo 0 escaños correspondientes a 53.959 votos.[36]

Diputados departamentales, 70 escaños.
- Frente Sandinista de Liberación Nacional (FSLN) obtuvo 60 escaños correspondientes a 2.024.598 votos.
- Partido Liberal Constitucionalista (PLC) obtuvo 7 escaños correspondientes a 411.101 votos.
- Alianza Liberal Nicaragüense (ALN) obtuvo 1  escaño correspondientes a 99.335 votos.
- Camino Cristiano Nicaragüense (CCN)  obtuvo 1 escaño correspondientes a 82.844 votos.
- YATAMA (“hijos de la madre tierra”, en lengua miskita) obtuvo 1 escaños correspondientes a 25.718 votos.
- Partido Liberal Independiente (PLI) obtuvo 0 escaños correspondientes a 69.523 votos.
- Alianza por la República (APRE)  obtuvo 0 escaños correspondientes a 49.172 votos.[37][38]

### Resultado Parlamento Centroamericano
El resultado para el Parlamento Centroamericano (Parlacen) fue el siguiente:
Diputados al Parlamento Centroamericano (Parlacen), 20 escaños.
- Frente Sandinista de Liberación Nacional (FSLN) obtuvo 15 escaños correspondientes a 2.033.231 votos.
- Partido Liberal Constitucionalista (PLC) obtuvo 2 escaños correspondientes a 258.433 votos.
- Alianza Liberal Nicaragüense (ALN) obtuvo 1 escaño correspondientes a 139.840 votos.
- Partido Liberal Independiente (PLI)  obtuvo 1 escaño correspondientes a 128.421 votos.
- Alianza por la República (APRE) obtuvo 1 escaño correspondientes a 127.838 votos.
- Camino Cristiano Nicaragüense (CCN)  obtuvo 1 escaño correspondientes a 53.676 votos.[38][39]

## Observación Electoral
En octubre de 2021, el gobierno de Nicaragua manifiesta, a través del ministro de Relaciones Exteriores, Denis Moncada Colindres, que no quiere observadores de la Organización de los Estados Americanos (OEA) en el proceso electoral cuando  expresó  

Debo decirle claramente, la posición de nuestro Gobierno es no invitar a la OEA después de su participación en un golpe de Estado en Bolivia.

 en una entrevista durante una visita oficial a Turquía, en referencia ha los hecho acaecidos  durante las elecciones generales bolivianas de ese año que desencadenó en la crisis política en Bolivia de 2019 y la posterior renuncia forzada del entonces presidente Evo Morales Ayma.
El candidato del Partido Camino Cristiano Nicaragüense (CCN), Guillermo Osorno Molina, denunció un supuesto fraude electoral a favor de los gobernantes del Frente Sandinista de Liberación Nacional y les acusó de "adulterar" la cifra de votantes afirmando que la participación fue de un 25 % y que, por lo tanto, ganó el "no voto" a la vez de que exigía la anulación de las elecciones y la celebración de unas elecciones "creíbles". Osorno Molina denunció que 

el FSLN, que controla el Poder Electoral, utilizó diferentes estrategias para adulterar los resultados de las elecciones, entre estas amenazas y agresiones para impedir la presencia de fiscales de otros partidos en las Juntas Receptoras de Votos (JRV), marcar boletas vacías, anular votos contrarios, alterar actas de votación, y boicotear el sistema informático del Centro Nacional de Cómputos.

Empezaron a aparecer miles y miles (de votos), se revirtió (la tendencia), y el FSLN siguió sacando grandes cantidades de votos y a Camino Cristiano comenzaron a sacar con dos a tres votos", denunció Osorno, quien dejó claro que "ganó el abstencionismo.

Tras realizar estas manifestaciones el  canal de televisión de su propiedad "Canal 21" y la emisora de radio también de su propiedad, Radio Nexo, manifestaron que habían recibido una comunicación del Instituto Nicaragüense de Telecomunicaciones y Correos (TELCOR) con la decisión de no seguir operando, aunque la empresa "Enlace" que administra ambos medios manifestó  que las transmisiones continuaban de forma "normal" y que estaban en un proceso de restructuración.

## Posturas de organismos internacionales

### Unión Europea
El alto representante de la Unión Europea para la política exterior Josep Borrell señaló que las elecciones presidenciales que se desarrollarán en Nicaragua el día 7 de noviembre serán solo un "fake" (falsas) calificando a dichos comicios como ilegítimo y no democrático. Además la Unión Europea advirtió que no reconocerá ningún resultado que sea producto de estas elecciones y condenó la aprehensión de los siete precandidatos opositores que realizó el gobierno nicaragüense, exigiendo su inmediata liberación.

### ONU y CIDH
El alto comisionado de la Organización de las Naciones Unidas (ONU) para los derechos humanos junto a la Comisión Interamericana de Derechos Humanos (CIDH) condenaron enérgicamente la «falta de garantías a los derechos y libertades» que atraviesa Nicaragua, señalaron también que hace tiempo que el país centroamericano ha perdido el «Estado de Derecho y que es necesario reestablecerlo nuevamente». A la vez recuerdan también que a pesar de haber instado reiteradamente y en varias oportunidades al Gobierno de Nicaragua a que cumpla con sus obligaciones internacionales con respecto a los derechos humanos, lamentablemente ven que el gobierno nicaragüense no ha cumplido con sus promesas y se observa que aún existe un incremento de la represión además de un aumento de la afectación a las libertades fundamentales.
Así mismo, advierten que la suspensión de la personería jurídica de tres partidos políticos opositores, la detención arbitraria de siete precandidatos a la presidencia, el arresto de más 30 personas entre líderes sociales y políticos, solo contribuye a eliminar aún más el pluralismo político que todo gobierno está obligado a garantizar en cualquier elección ya sea presidencial, parlamentaria o regional. Finalmente ambos organismos internacionales (ONU Y CIDH) han llamado al gobierno nicaragüense a que libere de inmediato a las personas que se encuentran detenidas arbitrariamente, al cese de los ataques contra personas y organizaciones consideradas como opositoras al gobierno o a la sociedad civil y a respetar la libertad de prensa de los diferentes medios de comunicación televisivos, radiales y escritos que no son de la línea del gobierno.

## Marchas y protestas
El día 7 de noviembre de 2021, se registraron varias marchas de protestas y manifestaciones en rechazo a las elecciones generales por parte de nicaragüenses que viven en diferentes países a nivel mundial, los cuales son los siguientes:
 Costa Rica:  ciudadanos nicaragüenses que se encuentran radicados en este país salieron a protestar por las principales calles de la capital San José en repudio a las elecciones soberanas 2021 que se llevan a cabo en la República de Nicaragua, considerándolas como un «circo y un fraude electoral». La marcha partió de la «Estatua de León Cortés» que se encuentra ubicada en pleno centro de la ciudad y finalizó en la «Plaza de la Democracia». Otro grupo de manifestantes se dirigió con rumbo a la Embajada de Nicaragua en Costa Rica para también protestar y ejercer presión frente a la delegación diplomática.
 Estados Unidos: Varios ciudadanos nicaragüenses que viven en los Estados Unidos también salieron a las calles a protestar para demostrar su desacuerdo y rechazo a las elecciones generales soberanas 2021 que se llevaron a cabo en su país y entonando consignas como «Democracia SI, Dictadura NO» o en todo caso portando pancartas como «Viva libre Nicaragua Libre». Los manifestantes se dirigieron a protestar frente a la Embajada de Nicaragua en Estados Unidos en la ciudad de Washington y luego se dirigieron rumbo a la sede de la Organización de los Estados Americanos (OEA) para pedir a ese organismo internacional que no reconozca los resultados finales de las elecciones,pesé aque dicha organización no pensaba hacerlo debido aque la administración de Joe Biden no se lo permite .
Otra de las marchas que también se registró fue en la ciudad de Miami donde los manifestantes nicaragüenses se reunieron en la «Plaza Rubén Darío» de esa ciudad para protestar y dirigirse al consulado general de la República de Nicaragua en Miami mostrando pancartas como «Si no se va, lo Sacamos dando así seguimiento a estás consignas llenas de Ilusión». En la marcha participaron también como apoyo algunos ciudadanos de las Repúblicas de Cuba y Venezuela que se encuentran radicados en dicha ciudad. A su vez, se registraron también protestas en otras varias ciudades de Estados Unidos como en Los Ángeles, en Nueva York, en Houston y Colorado.

## Reacciones

### Internacionales
- Bolivia: El Ministerio de Relaciones Exteriores de Bolivia emitió un comunicado «saludando al hermano pueblo nicaragüense por la participación y vocación democrática en el proceso electoral del 7 de noviembre de 2021». También expresó su «convicción, de que con la participación mayoritaria y el respeto al voto popular se fortalece la democracia, como pleno ejercicio de la soberanía del pueblo».[57]
- Colombia: El presidente de Colombia, Iván Duque, declaró que el Gobierno colombiano no reconocerá las elecciones en Nicaragua y llamó a la Asamblea General de la Organización de los Estados Americanos a establecer «una posición común» al respecto.[58]
- Costa Rica: El mismo día de las elecciones, el presidente costarricense Carlos Alvarado Quesada publicó un tuit en el que no reconoció el resultado de las elecciones nicaragüenses por «su falta de condiciones y garantías democráticas» y llamó a la comunidad internacional a «promover el proceso democrático» en ese país.[59]
- Cuba: El presidente Miguel Díaz-Canel felicitó a Ortega por su reelección y dijo que los comicios celebrados en Nicaragua "fueron una demostración de soberanía y civismo frente a la cruel campaña mediática". Reiteró que su gobierno seguirá apoyando a Nicaragua.[60]
- Ecuador: La Cancillería ecuatoriana emitió un comunicado rechazando los resultados de las elecciones presidenciales por falta de legitimidad. Según su postura, «careció de las garantías mínimas y de la participación de observadores internacionales y medios de comunicación imparciales [...] para el respeto y fortalecimiento de la democracia en el país centroamericano».[61]

- El Salvador: La Asamblea Legislativa de El Salvador se pronunció ante las elecciones realizadas, donde rechazó el resultado, según en el comunicado: «acapararon el proceso electoral careciendo de garantías democráticas, anulando la integridad del mismo».[62]

- España: El gobierno español afirmó que «se niega a dar credibilidad y legitimidad a los resultados que puedan derivarse de este proceso», donde añadió que son una «burla» y exigió que «todos los presos políticos y manifestantes encarcelados arbitrariamente sean liberados de forma inmediata e incondicional y que sus procesos judiciales sean anulados [...] y que cumpla con los compromisos internacionales contraídos en materia de Derechos Humanos».[63]
- Estados Unidos: La Casa Blanca publicó un comunicado donde el presidente Joe Biden acusa las elecciones de ser una «pantomima» y que «no [fueron] libres ni justas, y ciertamente no democráticas». También pidió que el «Gobierno tome medidas inmediatas para restaurar la democracia en Nicaragua y libere de forma inmediata e incondicional a los encarcelados injustamente ».[64]
- Perú: El Ministerio de Relaciones Exteriores declaró que las elecciones de Nicaragua «no cumplen los criterios mínimos de elecciones libres, justas y transparentes». Asimismo, pidió la liberación de los candidatos y presos políticos.[65][66]
- Rusia: El ministro ruso de Asuntos Exteriores, Serguéi Lavrov, calificó de «inaceptables» los llamamientos de los países occidentales a no reconocer los resultados electorales, ya que considera que la votación se realizó «de acuerdo con la ley».[67][68]
- Venezuela: Nicolás Maduro, en un comunicado televisivo, felicitó a su homólogo Daniel Ortega por la «buena noticia» y por el «buen nivel de participación y [...] por esta jornada de paz, de participación».[69]
- República Dominicana: El Gobierno de la República Dominicana rechaza las elecciones del domingo pasado, el gobierno dijo también que liberara a los presos políticos para respaldar a la democracia, también confirmó esto como un «simulacro electoral».
- Irán: El Gobierno de Irán manifestó a través de Twitter “En nombre del pueblo y gobierno de la República Islámica de Irán nuestras más sinceras felicitaciones al pueblo hermano y al gobierno amigo de Nicaragua por una nueva demostración y práctica democrática y celebrar unas elecciones soberanas y en paz”.[70]

### Organismos internacionales
- Parlamento Centroamericano: El Parlacen mediante un comunicado en Twitter mando las felicitaciones por los comicios celebrados en Nicaragua. Aunque varios países que conforman el bloque, mostraron su rechazo a dicha postura por partes de figuras políticas.[71]